# غراسيلا بوينتي
غراسيلا بوينتي خبيرة إحصاء رياضي أرجنتينية في جامعة بوينس آيرس. وهي معروفة بأبحاثها في الإحصائيات القوية، وخاصةً الأساليب القوية لتحليل المكونات الرئيسية وتحليل الانحدار.

## التعليم
حصلت بوينتي على درجة الدكتوراه عام 1983 من جامعة بوينس آيرس. أشرف فيكتور جيه يوهاي على أطروحتها: المكونات الرئيسية القوية.

## الجوائز والتكريمات
أصبحت بوينتي عضوة في زمالة غوغنهايم في عام 2001. في عام 2008 منحتها الأكاديمية الوطنية الأرجنتينية للعلوم الدقيقة والفيزيائية والطبيعية جائزة التكريس تقديراً لمساهماتها وتدريسها. أصبحت زميلة شرف في معهد الإحصاء الرياضي في عام 2013 «لأبحاثها في الإحصاء والتقدير المتينين، وللخدمة المتميزة للمجتمع الإحصائي».